# 1998年の日本公開映画
- 映画 > 映画の一覧 > 年度別日本公開映画 > 1998年の日本公開映画
- 映画 > 1998年の映画 > 1998年の日本公開映画

1998年の日本公開映画（1998ねんのにほんこうかいえいが）では、1998年（平成10年）1月1日から同年12月31日までに日本で商業公開された映画の一覧を記載。作品名の右の丸括弧内は製作国を示す。
記載の凡例については年度別日本公開映画#凡例を参照

## 作品一覧

### 1月
- 5日
  - ワイルド・ガン( アメリカ合衆国)
- 9日
  - スウィート・エンジェル・マイン( イギリス)
- 10日
  - グリッドロック( アメリカ合衆国)
  - ラブ&ポップ( 日本)
- 15日
  - ピースメーカー( アメリカ合衆国)
  - この森で、天使はバスを降りた( アメリカ合衆国)
  - 草原とボタン( イギリス)
- 16日
  - エコエコアザラクIII MISA THE DARK ANGEL( 日本)
- 17日
  - デッドサイレンス( カナダ)
- 24日
  - ミミック( アメリカ合衆国)
  - ブレーキ・ダウン( アメリカ合衆国)
  - マッド・ドッグ( アメリカ合衆国)
  - アリッサ・ミラノの墜落の園 ( アメリカ合衆国)
  - ハムレット( イギリス/ アメリカ合衆国)
  - カルラの歌( イギリス/ ドイツ/ スペイン)
  - ブレード/刀( 香港)
  - HANA-BI( 日本)
  - 大怪獣バラン( 日本)
  - アートフル・ドヂャース( 日本)
  - もう、ひとりじゃない( 日本)
- 31日
  - G.I.ジェーン( アメリカ合衆国)
  - 桜桃の味　Taste of Cherry( イラン)
  - パラダイス!( 香港)
  - 欲望の街・外伝/ロンリーウルフ( 香港)
  - リング( 日本)
  - らせん( 日本)
  - 緑の街( 日本)
  - 皇帝のいない八月( 日本)

### 2月
- 6日
  - アムステルダム・ウェイステッド！( オランダ)
- 7日
  - お墓がない!( 日本)
  - 陽炎IV( 日本)
  - ゲーム( アメリカ合衆国)
  - シャドウビルダー( アメリカ合衆国/ カナダ)
  - ジャングル 2 ジャングル( アメリカ合衆国)
  - ステキな彼女( 香港)
  - D3 マイティ・ダックス 飛べないアヒル3( アメリカ合衆国)
  - 同居人/背中の微かな笑い声( イギリス)
  - チャイニーズ・ボックス( 香港)
  - ラヴソング( 香港)
- 13日
  - クロノス( メキシコ)
- 14日
  - 風が踊る( 台湾)
  - スポーン( アメリカ合衆国)
  - 2 days トゥー・デイズ( アメリカ合衆国)
  - ナヌムの家II( 韓国)
  - BREAK HEAT バクの胃袋をひらけ( 日本)
  - プロゴルファー織部金次郎5 愛しのロストボール( 日本)
  - 蘇える優作〜「探偵物語」特別篇( 日本)
  - ラブetc.( フランス)
- 16日
  - ファイナル・ファイター 鉄拳英雄( 香港)
- 21日
  - 蛇の道( 日本)
  - ジャンク・メール( ノルウェー)
  - ニル・バイ・マウス( イギリス)
  - 蘇える金狼( 日本)
- 28日
  - アミスタッド( アメリカ合衆国)
  - アルビノ・アリゲーター( アメリカ合衆国)
  - a.b.c.の可能性( フランス)
  - HHH:侯孝賢( フランス)
  - 川のうつろい( フランス)
  - コップランド( アメリカ合衆国)
  - フェイス/オフ( アメリカ合衆国)
  - Body thrill ボディスリル( 日本)
  - パーフェクトブルー( 日本)
  - ヤマトナデシコ( 日本)

### 3月
- 7日
  - あなたに言えなかったこと( スペイン/ アメリカ合衆国)
  - 帰ってきたドラえもん( 日本・アニメ)
  - 銀河鉄道999 エターナル・ファンタジー( 日本・アニメ)
  - グッド・ウィル・ハンティング/旅立ち( アメリカ合衆国)
  - ザ☆ドラえもんズ ムシムシぴょんぴょん大作戦!( 日本・アニメ)
  - 傷心/ジェームズ・ディーン愛の伝説( アメリカ合衆国)
  - 新世紀エヴァンゲリオン劇場版 DEATH (TRUE)² / Air / まごころを、君に( 日本・アニメ)
  - ドラえもん のび太の南海大冒険( 日本・アニメ)
  - 長靴をはいた猫( 日本・アニメ)
  - バンドワゴン( アメリカ合衆国)
  - マウス・ハント( アメリカ合衆国)
- 14日
  - ウルトラニャン ハッピー大作戦( 日本・アニメ)
  - ウルトラマンティガ&ウルトラマンダイナ 光の星の戦士たち( 日本)
  - F (エフ)( 日本)
  - エンド・オブ・バイオレンス( ドイツ/ フランス/ アメリカ合衆国)
  - ゲット・オン・ザ・バス( アメリカ合衆国)
  - 四月物語( 日本)
  - スタントウーマン/夢の破片( 香港)
  - 007 トゥモロー・ネバー・ダイ( アメリカ合衆国/ イギリス)
  - ソルジャー・ドッグス( 香港)
  - ナイスガイ( 香港)
  - バブルと寝た女たち( 日本)
  - Looking For  日本)
- 21日
  - ウィッカーマン( イギリス)
  - オスカー・ワイルド( イギリス/ ドイツ/ 日本)
  - シーズ・ソー・ラヴリー( アメリカ合衆国)
  - 女優マルキーズ( フランス/ イタリア/ スイス/ スペイン)
  - 世界の始まりへの旅( ポルトガル/ フランス)
  - 台北ソリチュード( 台湾/ 日本)
  - デストラクション/制御不能( アメリカ合衆国)
  - ビーン( アメリカ合衆国)
  - ポストマン( アメリカ合衆国)
- 28日
  - 草の上の月( アメリカ合衆国)
  - Touch タッチ( アメリカ合衆国)
  - フラバー( アメリカ合衆国)
  - ブレイブ( アメリカ合衆国)

### 4月
- 3日
  - 堕ちてゆく女 ( フランス)
- 4日
  - サブダウン ( アメリカ合衆国)
  - 革命の子供たち ( オーストラリア)
  - MIND GAME ( 日本)
- 11日
  - 恋愛小説家 ( アメリカ合衆国)
  - アンナ・カレーニナ ( イギリス/ アメリカ合衆国)
  - ドーベルマン ( フランス)
  - SADA 戯作・阿部定の生涯 ( 日本)
  - 蜘蛛の瞳 ( 日本)
- 16日
  - ジャンクフード　( 日本)
- 18日
  - ディアボロス/悪魔の扉 ( アメリカ合衆国)
  - ディディエ ( フランス)
  - パーフェクトサークル ( ボスニア・ヘルツェゴビナ/ フランス)
  - 上海グランド ( 香港)
  - クレヨンしんちゃん 電撃!ブタのヒヅメ大作戦（ 日本・アニメ）
  - 名探偵コナン 14番目の標的（ 日本・アニメ）
- 25日
  - エイリアン4（ アメリカ合衆国）
  - ジャッキー・ブラウン ( アメリカ合衆国)
  - ウインター・ゲスト ( イギリス)
  - 炎のアンダルシア ( エジプト)
  - アルレット ( フランス)
  - ベルニー ( フランス)
  - ア・ラ・モード ( フランス)
  - BE MY BOY ( 香港)
  - OTSUYU 怪談牡丹燈籠（ 日本）
  - MAZE☆爆熱時空 天変脅威の大巨人（ 日本・アニメ）
  - ようこそロードス島へ（ 日本・アニメ）
- 28日
  - ブラックアウト ( アメリカ合衆国/ フランス)
- 29日
  - 新宿少年探偵団（ 日本）

### 5月
- - ボヴァリー夫人( フランス)
- 2日
  - スターシップ・トゥルーパーズ( アメリカ合衆国)
  - ガタカ( アメリカ合衆国)
  - ザ・クリーナー( アメリカ合衆国)
  - バタフライ・キス( イギリス)
  - 十二夜( イギリス)
  - ビヨンド・サイレンス( ドイツ)
  - だれも私を愛さない!( フランス/ スイス)
  - 南京1937( 中国)
- 3日
  - 稚内発 学び座　ソーランの歌が聞こえる( 日本)
- 9日
  - マッド・シティ( アメリカ合衆国)
  - カフェ・オ・レ( フランス)
  - 野生の証明( 日本)
  - 野獣の肖像( 日本)
- 15日
  - ラスト・ホリデイ( カザフスタン)
- 16日
  - ナッシング・トゥ・ルーズ( アメリカ合衆国)
  - シューティング・フィッシュ( イギリス)
  - アサシンズ( フランス)
  - 流れ者図鑑( 日本)
  - てなもんや商社( 日本)
  - 卓球温泉( 日本)
  - 友情 Friendship( 日本)
  - 百年の絶唱( 日本)
  - D坂の殺人事件( 日本)
- 23日
  - スフィア( アメリカ合衆国)
  - 絶体×絶命( アメリカ合衆国)
  - ウワサの真相/ワグ・ザ・ドッグ( アメリカ合衆国)
  - アサインメント( アメリカ合衆国)
  - モンタージュ/証拠死体( アメリカ合衆国)
  - 裸足のトンカ( フランス)
  - ドライ・クリーニング( フランス/ スペイン)
  - 初恋( 香港/ 日本)
  - プライド・運命の瞬間( 日本)
  - ラブ・レター( 日本)
- 30日
  - ブルース・ブラザース2000( アメリカ合衆国)
  - ファイアーストーム( アメリカ合衆国)
  - ザ・ワイルド( アメリカ合衆国)
  - グラスハープ/草の竪琴 ( アメリカ合衆国)
  - ラストサマー( アメリカ合衆国)
  - ツイン・タウン( イギリス)
  - 内なる傷痕( フランス)
  - シングル・アクション( メキシコ)
  - 東宮西宮( 中国)
  - JOKER 厄病神( 日本)
  - 黒の天使 Vol.1( 日本)

### 6月
- 6日
  - メジャーリーグ3 ( アメリカ合衆国)
  - モル・フランダース ( アメリカ合衆国)
  - 孤独の絆 ( アメリカ合衆国)
  - 遙かなる帰郷 ( イタリア/ フランス/ ドイツ/ スイス)
  - ジョセフ・ロージー 四つの名を持つ男 ( 日本)
  - 絆 -きずな- ( 日本)
- 10日
  - 中国の鳥人 ( 日本)
- 13日
  - 追跡者 ( アメリカ合衆国)
  - ソウル・フード ( アメリカ合衆国)
  - ザ・ウィナー ( アメリカ合衆国)
  - Uターン ( アメリカ合衆国)
  - ボクサー ( アメリカ合衆国/ アイルランド)
  - カドリーユ ( フランス)
  - 愛の破片 ( ドイツ/ フランス)
  - ムトゥ 踊るマハラジャ ( インド)
  - ジューンブライド 6月19日の花嫁 ( 日本)
- 20日
  - ジャッカル ( アメリカ合衆国)
  - ディープ・インパクト（ アメリカ合衆国）
  - 大いなる遺産 ( アメリカ合衆国)
  - ライアー ( アメリカ合衆国)
  - ピースキーパー ( アメリカ合衆国)
  - ポストモーテム ( アメリカ合衆国)
  - すべての些細な事柄 ( フランス)
  - ダウンタウン・シャドー ( 香港)
  - フランク・ロイド・ライトと日本の美術 ( 日本/ アメリカ合衆国)
  - いつものように ( 日本)
- 27日
  - 普通じゃない ( アメリカ合衆国)
  - レインメーカー ( アメリカ合衆国)
  - ボディ・カウント/ヤバい奴ら ( アメリカ合衆国)
  - コレクター ( アメリカ合衆国)
  - アパッショナート ( イタリア)
  - ボスニア ( セルビア)
  - 不夜城 SLEEPLESS TOWN ( 日本)
  - 愚か者 傷だらけの天使 ( 日本)
  - 安藤組外伝 群狼の系譜 ( 日本)

### 7月
- 4日
  - アルテミシア ( フランス/ イタリア)
  - オスカーとルシンダ ( アメリカ合衆国/ オーストラリア)
  - THE GROUND 地雷撤去隊 ( 日本)
  - Jam ( 台湾/ 日本)
  - ズッコケ三人組 怪盗X物語（ 日本）
  - 新生トイレの花子さん（ 日本）
  - プルガサリ 伝説の大怪獣　( 北朝鮮)
  - 真夜中のサバナ ( アメリカ合衆国)
  - ユナイテッド・トラッシュ ( ドイツ)
- 11日
  - 悪魔を憐れむ歌（原題:Fallen、 アメリカ合衆国）
  - アンドロメディア（ 日本）
  - GODZILLA（ アメリカ合衆国）
  - ザ・ブレイク ( イギリス)
  - ラブ・ジョーンズ（ アメリカ合衆国）
  - 冷血の罠 ( 日本)
- 15日
  - BLUE HARP ( 日本)
- 18日
  - アンラッキー・モンキー ( 日本)
  - ウェス・クレイヴンズ ウィッシュマスター ( アメリカ合衆国)
  - L.A.コンフィデンシャル ( アメリカ合衆国)
  - 風の歌が聴きたい( 日本)
  - 劇場版ポケットモンスター ミュウツーの逆襲（ 日本・アニメ）
  - ジュリアン・ポーの涙 ( アメリカ合衆国)
  - ねじ式 ( 日本)
  - ピカチュウのなつやすみ（ 日本・アニメ）
  - ラーマーヤナ ラーマ王子伝説 ( 日本/ インド)
  - 乱気流/グランド・コントロール ( アメリカ合衆国)
- 25日
  - ウェルカム・トゥ・サラエボ ( イギリス)
  - キリコの風景（ 日本）
  - スウィート ヒアアフター ( カナダ)
  - スパイス・ザ・ムービー ( イギリス)
  - それいけ!アンパンマン てのひらを太陽に（ 日本・アニメ）
  - チェイシング・エイミー ( アメリカ合衆国)
  - フレンチドレッシング（ 日本）
  - ホームアローン3 ( アメリカ合衆国)
  - ボンベイ ( インド)
- 29日
  - 1942・愛の物語 ( インド)

### 8月
- 1日
  - ヴィゴ ( フランス/ イギリス)
  - オースティン・パワーズ（ アメリカ合衆国）
  - 機動戦士ガンダム 第08MS小隊 ミラーズ・リポート（ 日本・アニメ）
  - 恋するシャンソン ( フランス/ スイス/ イギリス)
  - 新機動戦記ガンダムW Endless Waltz 特別篇（ 日本・アニメ）
  - ネプチューン in どつきどつかれ ( 日本)
  - 激しい季節( 日本)
  - リーサル・ウェポン4（ アメリカ合衆国）
  - ルイズ その旅立ち ( 日本
- 2日
  - ガンジスの流れる国 ( インド)
- 3日
  - ノーウェア ( アメリカ合衆国)
- 8日
  - 仮面の男 ( アメリカ合衆国)
  - 機動戦艦ナデシコ -The prince of darkness-（ 日本・アニメ）
  - 酔夢夜景( 日本)
  - スレイヤーズごうじゃす（ 日本・アニメ）
  - 河 ( 台湾)
  - ダロウェイ夫人 ( イギリス/ オランダ)
  - 釣りバカ日誌10（ 日本）
  - ニューヨーク デイドリーム ( アメリカ合衆国)
- 10日
  - ゴダールのリア王 ( アメリカ合衆国)
  - ロイヤル・シェイクスピア・カンパニー/夏の夜の夢 ( イギリス)
- 15日
  - キスト ( カナダ)
  - スクリーム2 ( アメリカ合衆国)
  - TAXi ( フランス)
  - ミミ ( フランス)
- 16日
  - 麗猫伝説 劇場版 ( 日本)
- 22日
  - ろくでなしBLUES'98 ( 日本)
- 29日
  - アナスタシア ( アメリカ合衆国・アニメ)
  - 気まぐれな狂気 ( アメリカ合衆国)
  - 夢翔る人/色情男女 ( 香港)
  - ライブ・フレッシュ ( スペイン/ フランス)

### 9月
- 5日
  - フラッド ( アメリカ合衆国)
  - ヒューゴ・プール ( アメリカ合衆国)
  - クライム タイム ( アメリカ合衆国)
  - スプリガン（ 日本・アニメ）
- 12日
  - スライディング・ドア ( アメリカ合衆国)
  - シティ・オブ・エンジェル（ アメリカ合衆国）
  - キューブ（ カナダ）
  - キャラクター/孤独な人の肖像 ( オランダ/ ベルギー)
  - あぶない刑事フォーエヴァー THE MOVIE（ 日本）
  - しあわせになろうね 極道解散! ( 日本)
- 15日
  - シークレット/嵐の夜に ( アメリカ合衆国)
  - BEAT ( 日本)
- 19日
  - イヤー・オブ・ザ・ホース ( アメリカ合衆国)
  - 雨上がりの駅で ( イタリア)
  - 裏街の聖者 ( 香港)
  - Heavenz/ヘブンズ ( 日本)
- 23日
  - スピーシーズ2（ アメリカ合衆国）
- 26日
  - プライベート・ライアン（ アメリカ合衆国）
  - ムーラン（ アメリカ合衆国）
  - アイス・ストーム ( アメリカ合衆国)
  - ラスト・ウェディング ( オーストラリア)
  - 生きない（ 日本）
  - 大怪獣東京に現わる（ 日本）
  - ベル・エポック（ 日本）
  - 愛を乞うひと（ 日本）
  - 岸和田少年愚連隊 望郷（ 日本）
  - 海峡( 日本)

### 10月
- 3日
  - アベンジャーズ ( アメリカ合衆国)
  - エクセス・バゲッジ/シュガーな気持ち ( アメリカ合衆国)
  - リバース ( アメリカ合衆国)
  - ピガール ( アメリカ合衆国)
  - イノセントワールド( 日本)
- 10日
  - マスク・オブ・ゾロ ( アメリカ合衆国)
  - マーキュリー・ライジング ( アメリカ合衆国)
  - ブギーナイツ ( アメリカ合衆国)
  - 友情の翼 ( アメリカ合衆国)
  - イヴの秘かな憂鬱 ( アメリカ合衆国)
  - 北京のふたり ( アメリカ合衆国)
  - マルセイユの恋 ( フランス)
  - がんばっていきまっしょい( 日本)
  - PORNOSTAR ポルノスター( 日本)
  - 大往生( 日本)
- 17日
  - ザ・グリード ( アメリカ合衆国)
  - 相続人 ( アメリカ合衆国)
  - モンタナの風に抱かれて ( アメリカ合衆国)
  - クロスゲージ ( アメリカ合衆国)
  - ワイルド・マン・ブルース ( アメリカ合衆国)
  - エデンへの道/ある解剖医の一日 ( ドイツ)
  - フラワーズ・オブ・シャンハイ ( 台湾/ 日本)
  - ポッキー坂恋物語 かわいいひと( 日本)
  - カンゾー先生( 日本)
  - 学校III( 日本)
- 24日
  - ダイヤルM( アメリカ合衆国)
  - 沈黙のジェラシー ( アメリカ合衆国)
  - ガンモ (映画)( アメリカ合衆国)
  - TOKYO EYES ( 日本/ フランス)
  - ザ・ハリウッド( 日本)
  - ヒロイン! なにわボンバーズ( 日本)
- 31日
  - 従妹ベット ( アメリカ合衆国)
  - 地球は女で回ってる ( アメリカ合衆国)
  - リプレイスメント・キラー ( アメリカ合衆国)
  - ネネットとボニ ( フランス)
  - ドレス ( オランダ)
  - 踊る大捜査線 THE MOVIE( 日本)

### 11月
- 7日
  - ジャングル・ジョージ( アメリカ合衆国)
  - Mr.マグー( アメリカ合衆国)
  - ターニング・ラブ( アメリカ合衆国)
  - 闇を見つめる瞳( アメリカ合衆国)
  - ハミルトン( アメリカ合衆国)
  - シークレット・エージェント( イギリス)
  - ハーフ・ア・チャンス( フランス)
  - 冬物語( フランス)
  - 原色パリ図鑑( フランス)
  - ニルヴァーナ( フランス/ イタリア/ イギリス)
  - ぼくのバラ色の人生( フランス/ ベルギー/ イギリス)
- 14日
  - トゥルーマン・ショー( アメリカ合衆国)
  - インフィニティ/無限の愛( アメリカ合衆国)
  - バーチャルソルジャー( アメリカ合衆国)
  - キャメロット( アメリカ合衆国・アニメ)
  - アンツ( アメリカ合衆国・アニメ)
  - ニキ・ド・サンファル/美しい獣( ドイツ)
  - 始皇帝暗殺( 日本/ 中国/ フランス/ アメリカ合衆国)
  - 時雨の記( 日本)
- 17日
  - 落下する夕方( 日本)
- 21日
  - ビッグ・リボウスキ( アメリカ合衆国)
  - アウト・オブ・サイト( アメリカ合衆国)
  - プライベート・パーツ( アメリカ合衆国)
  - 知らなすぎた男( アメリカ合衆国)
  - ノック・オフ( アメリカ合衆国)
  - プリーチング( イギリス)
  - 夏物語( フランス)
  - キュリー夫妻/その愛と情熱( フランス)
  - 7本のキャンドル( イラン)
- 28日
  - ダークシティ( アメリカ合衆国/ オーストラリア)
  - ラブ&デス( イギリス/ カナダ)
  - 恋の秋( フランス)
  - すべての道はローマへ ( フランス)
  - カフェ・ブダペスト( ハンガリー)
  - 宋家の三姉妹( 香港/ 日本)
  - ショムニ( 日本)

### 12月
- 5日
  - Xファイル ザ・ムービー（ アメリカ合衆国）
  - 私の愛情の対象 ( アメリカ合衆国)
  - ナイトウォッチ ( アメリカ合衆国)
  - 187 ( アメリカ合衆国)
  - N.Y.殺人捜査線 ( アメリカ合衆国)
  - ボーン・ダディ ( アメリカ合衆国)
  - ベルベット・ゴールドマイン ( イギリス)
  - hardmen/ハードメン ( イギリス)
  - ミスター・フリーダム ( フランス)
  - たどんとちくわ ( 日本)
- 9日
  - 邪眼 ( アメリカ合衆国)
- 12日
  - アルマゲドン（ アメリカ合衆国）
  - ロスト・イン・スペース（ アメリカ合衆国）
  - 鳩の翼 ( イギリス)
  - アインシュタインの脳 ( イギリス)
  - ラブゴーゴー ( 台湾)
  - モスラ3 キングギドラ来襲（ 日本）
- 19日
  - 6デイズ/7ナイツ（ アメリカ合衆国）
  - ジョー・ブラックをよろしく（ アメリカ合衆国）
  - ドクター・ドリトル（ アメリカ合衆国）
  - ルル・オン・ザ・ブリッジ（ アメリカ合衆国）
  - イン&アウト ( アメリカ合衆国)
  - ラストゲーム ( アメリカ合衆国)
  - バッドマックス ( アメリカ合衆国)
  - CG版ビーストウォーズメタルス（ アメリカ合衆国/ 日本・アニメ）
  - CG版ビーストウォーズ 激突!ビースト戦士（ アメリカ合衆国/ 日本・アニメ）
  - ビーストウォーズII 超生命体トランスフォーマー ライオコンボイ危機一髪!（ 日本・アニメ）
  - フェイス ( イギリス)
  - パパラッチ ( フランス)
  - アンナ・マデリーナ ( 香港/ 日本)
  - シンク ( 日本)
  - あ、春 ( 日本)
  - 大いなる完 ( 日本)
- 23日
  - スモール・ソルジャーズ（ アメリカ合衆国）
  - マイ・スウィート・シェフィールド ( イギリス)
  - 花のお江戸の釣りバカ日誌 ( 日本)
- 24日
  - 趙先生 ( 中国)
- 26日
  - マイ・フレンド・メモリー ( アメリカ合衆国)
  - 精霊の島 ( アイスランド)
  - モーテルカクタス ( 韓国)
  - なぞの転校生 ( 日本)